# ダ・ヴィンチの星
ダ・ヴィンチの星（ダ・ヴィンチのほし）とは、正多面体の各面に、側面が正三角形の正多角錐を貼り合わせた立体で、レオナルド・ダ・ヴィンチが考え出した。
その種類は、
- 正四面体の各面に正四面体（正三角錐）を貼り付けた立体
- 立方体の各面に正四角錐を貼り付けた立体
- 正八面体の各面に正四面体を貼り付けた立体
- 正十二面体の各面に正五角錐を貼り付けた立体
- 正二十面体の各面に正四面体を貼り付けた立体

の5つがある。全て正三角形のみで構成されているが、凸多面体ではないのでデルタ多面体ではない。
正四面体から作ったダ･ヴィンチの星は、正多胞体の一つ正五胞体の展開図となる。
また、正八面体から作ったダ･ヴィンチの星は、星型八面体と同じものである。
また、正二十面体のダ・ヴィンチの星は星型正多面体の一種である大星型十二面体に、正十二面体のダ・ヴィンチの星は星型正多面体の一種である小星型十二面体にそれぞれ似た図形となる。
ダ・ヴィンチの星の枠は、元の正多面体の双対の多面体になる。